# Уялинський сільський округ (Бокейординський район)
Уяли́нський сільський округ (каз. Ұялы ауылдық округі, рос. Уялинский сельский округ) — адміністративна одиниця у складі Бокейординського району Західноказахстанської області Казахстану. Адміністративний центр — село Уяли.
Населення — 1084 особи (2021; 1544 у 2009, 1815 у 1999, 1672 у 1989).
Станом на 1989 рік існувала Іскренська сільська рада (села Іскра, Кеной, Науша). 2013 року ліквідовано село Науша.

## Склад
До складу округу входять такі населені пункти:
| Населений пункт | Старі назви | Населення, осіб (1989) | Населення, осіб (1999) | Населення, осіб (2009) | Населення, осіб (2021) |
| --------------- | ----------- | ---------------------- | ---------------------- | ---------------------- | ---------------------- |
| Кеной, село     | -           | 516                    | 190                    | 267                    | 95                     |
| Науша, село     | -           | 133                    | 92                     | 18                     | -                      |
| Уяли, село      | Іскра       | 1023                   | 1533                   | 1259                   | 989                    |